# Cymbachus koreanus
Cymbachus koreanus là một loài bọ cánh cứng trong họ Endomychidae. Loài này được Chûjô, Chûjô & Lee miêu tả khoa học năm 1993.